# Joaquín Mosquera
Joaquín Mariano de Mosquera-Figueroa y Arboleda-Salazar (14 tháng 12 năm 1787 – 4 tháng 4 năm 1878) là một chính khách Colombia và là Cha sáng lập của Colombia, từng là Tổng thống thứ 3 và thứ năm của Gran Colombia. Mosquera cũng từng là Phó Tổng thống của Cộng hòa New Granada. Trong thời gian cầm quyền của Tổng thống Simón Bolívar, ông được bầu làm Đại sứ đặc mệnh toàn quyền số 1 cho các quốc gia non trẻ của Peru, các tỉnh của Nam Mỹ và Chile với mục đích tạo ra sự thống nhất giữa các quốc gia Nam Mỹ.